# اژدر هواپایه

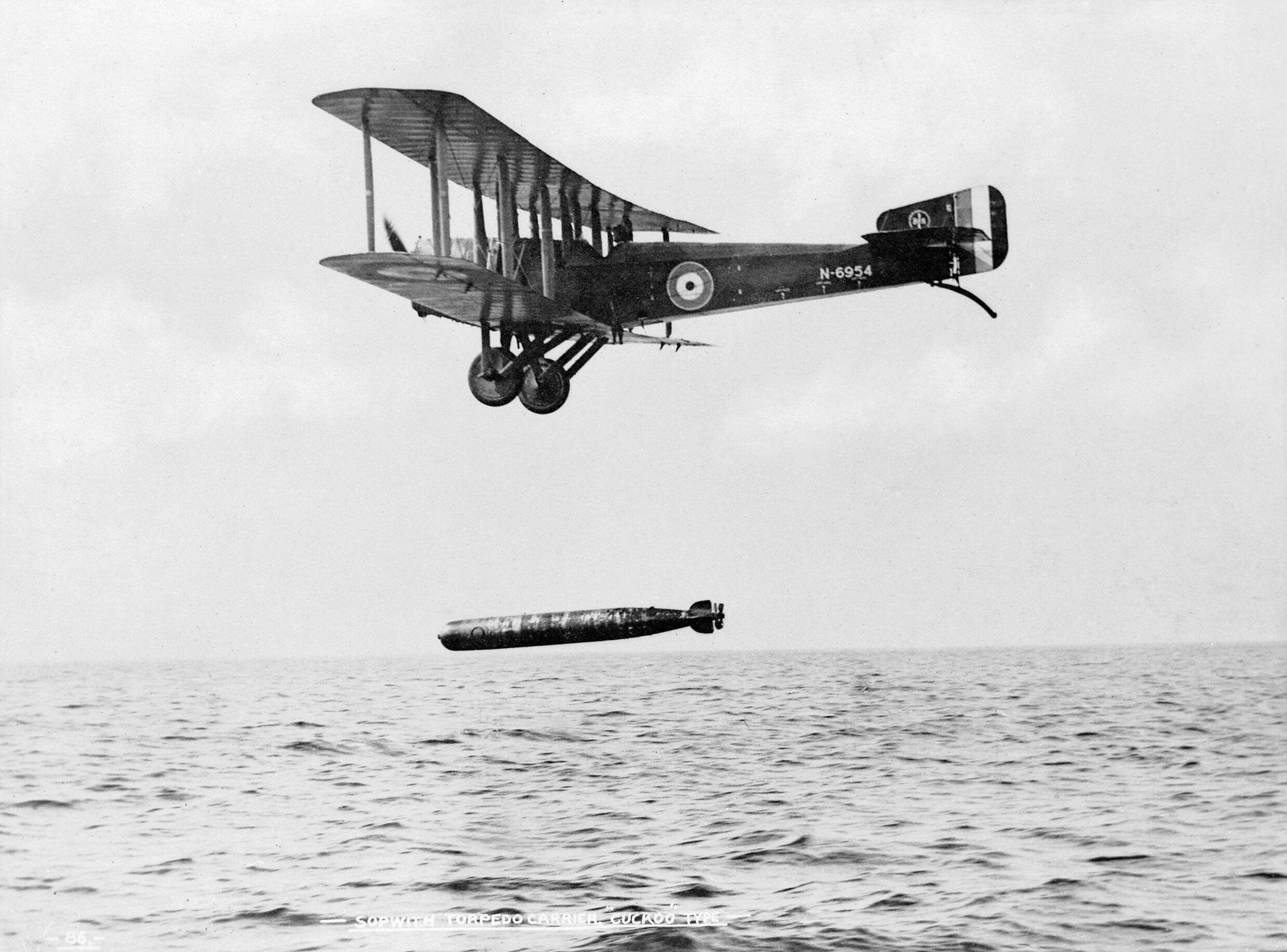
صحنه پرتاب یک اژدر هواپایه از تی.۱ کوکو در سال ۱۹۱۸ در واپسین ماه‌های جنگ جهانی یکم

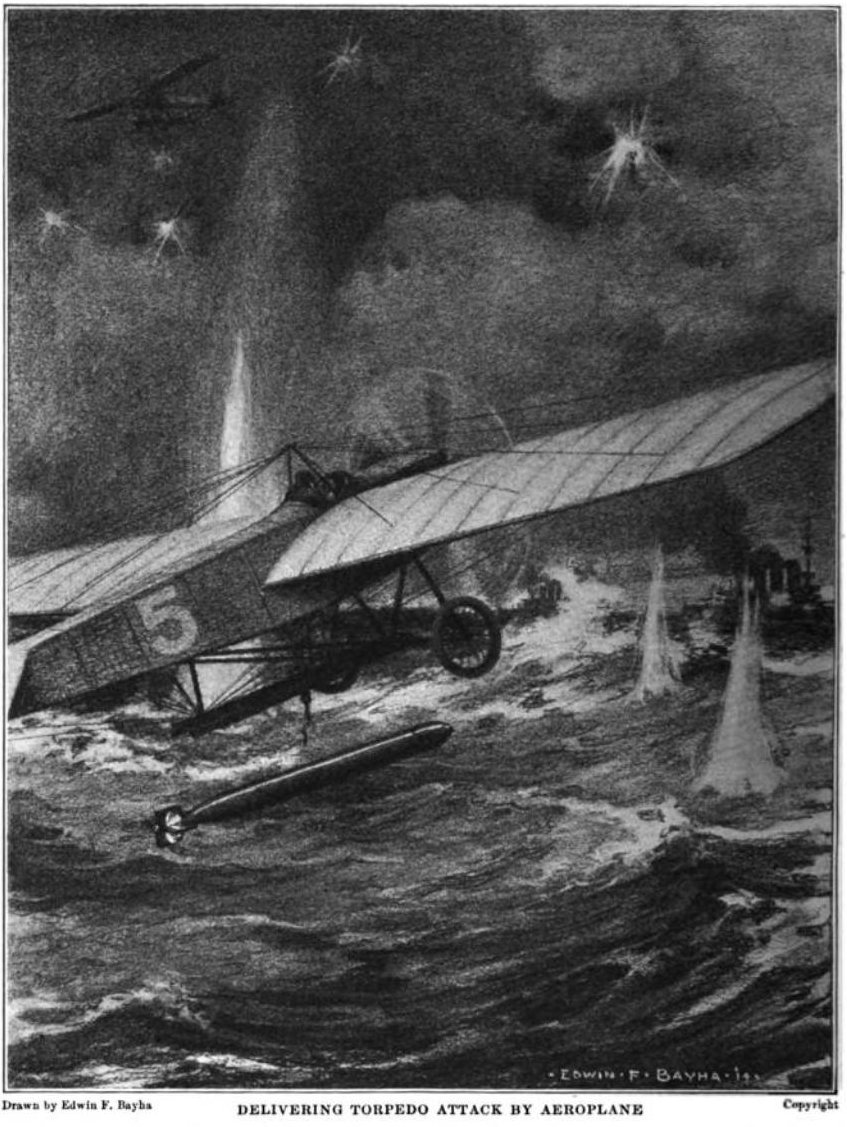
نقاشی منتشر شده در ۱۹۱۵ از پرتاب یک اژدر هواپایه

اژدر هواپایه (به انگلیسی: Aerial Torpedo) یا اژدر هوابرد (Airborne Torpedo) نوعی از اژدر است که برخلاف اژدرهای دریاپایه، بوسیلهٔ هواپیما یا بالگرد به درون آب انداخته‌می‌شود. این گونه از اژدر برای نخستین بار در جنگ جهانی اول به‌صورت محدود استفاده شد و در جنگ جهانی دوم به‌صورت گسترده بهره‌برداری‌شد. از آنجایی که زیردریایی در آن دوران بزرگ بود و هزینه‌ها و پیچیدگی‌های زیادی داشت، مهندسان نظامی در آن زمان شیوهٔ جدیدی را ابداع‌کردند؛ حمل کردن یک اژدر همانند حمل بمب برای هواپیما کار ساده‌ای بود و یک هواپیما مشکلات رایج در زیردریایی‌ها را نداشت و از این رو می‌توانست هزینه‌های ارتش را کاهش‌دهد.

## تاریخچه
ایدهٔ پرتاب اژدر از هوا به دریا برای نخستین بار توسط افسر نیروی دریایی آمریکا «بردلی فیسک» ارائه شد که بعدها دریابان شد. که در سال ۱۹۱۲ بخاطر این ایده جایزه دریافت کرد. فیسک بر روی شیوه‌های حمل کردن اژدر توسط بمب‌افکن‌های سبُک پژوهش می‌کرد و به این نتیجه رسید که در تاکتیک حملهٔ شبانه به شناورهای دشمن، دشمن توانایی دفاع از خود را نخواهد داشت. او فهمید که داشتن یک هواگرد اژدرافکن ملّی می‌تواند ورق را به سود ایالات متحده آمریکا برگرداند. شیوهٔ ارائه شده توسط او چنین بود که در فاصلهٔ ۱۴۰۰ تا ۱۸۰۰ متری از کشتی دشمن، هواپیمای اژدرافکن باید ارتفاع خود را کم کرده و در ارتفاع ۳ تا ۶ متری از سطح آب پرواز کند و اژدر را رها نماید. البته تا قبل از سال ۱۹۱۷ میلادی که آمریکا وارد جنگ جهانی یکم شد، کنگره ایالات متحده آمریکا این موضوع را جدی نگرفت و بودجه‌ای به آن اختصاص نداد. در خلال جنگ جهانی یکم این نیاز احساس شد ولی آمریکا تا سال ۱۹۲۱ همچنان هواپیمایی نداشت که نیرومند باشد و بتواند از پس چنین مأموریت تخصصی برآید و پروژه‌ها با هواپیماهای ضعیف و اولیه دنبال‌شدند.

## نخستین هواپیمای اژدرافکن

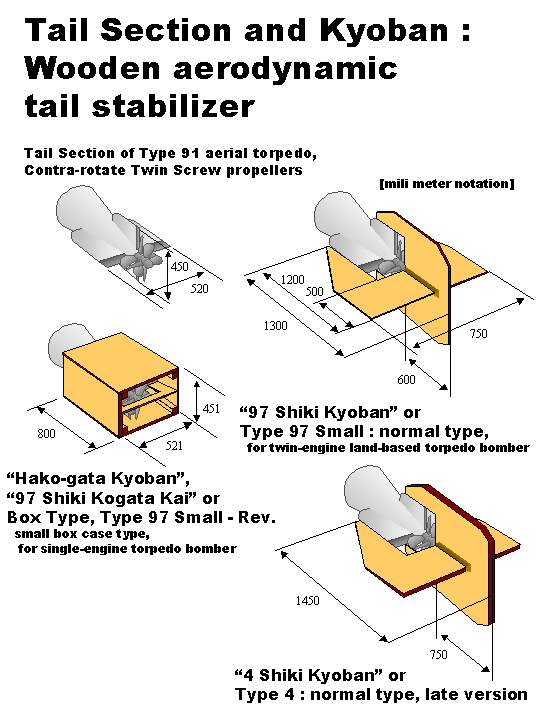
محافظ چوبی اژدر هواپایهٔ تایپ ۹۱ ژاپن

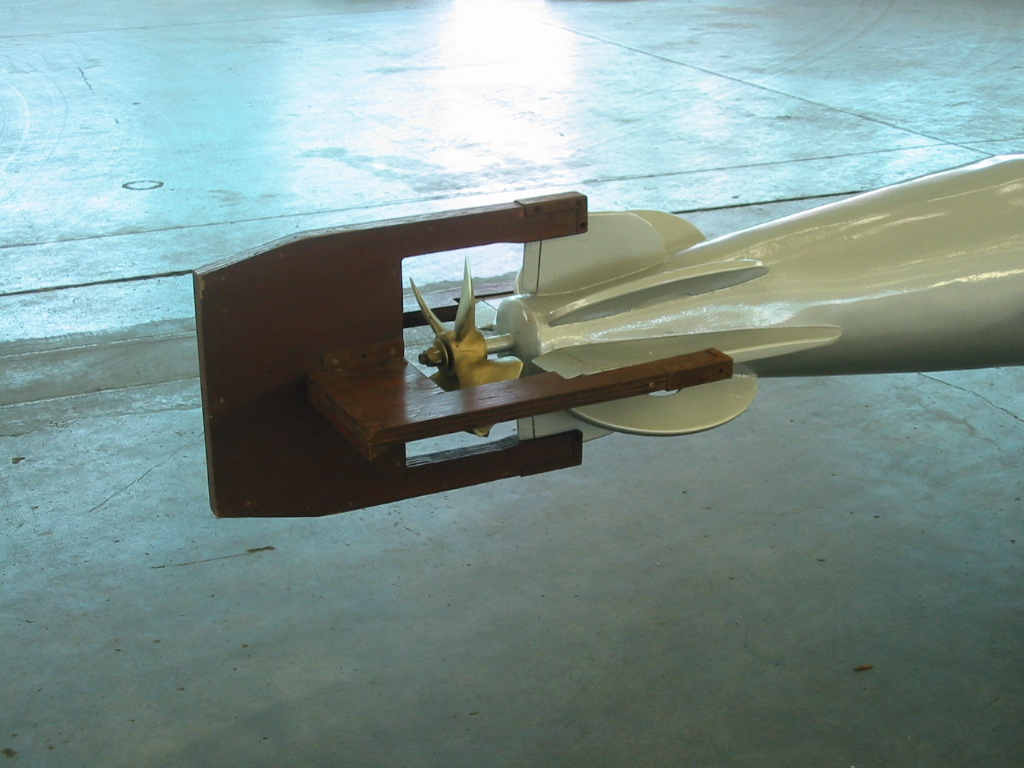
قاب چوبی محافظ روتور

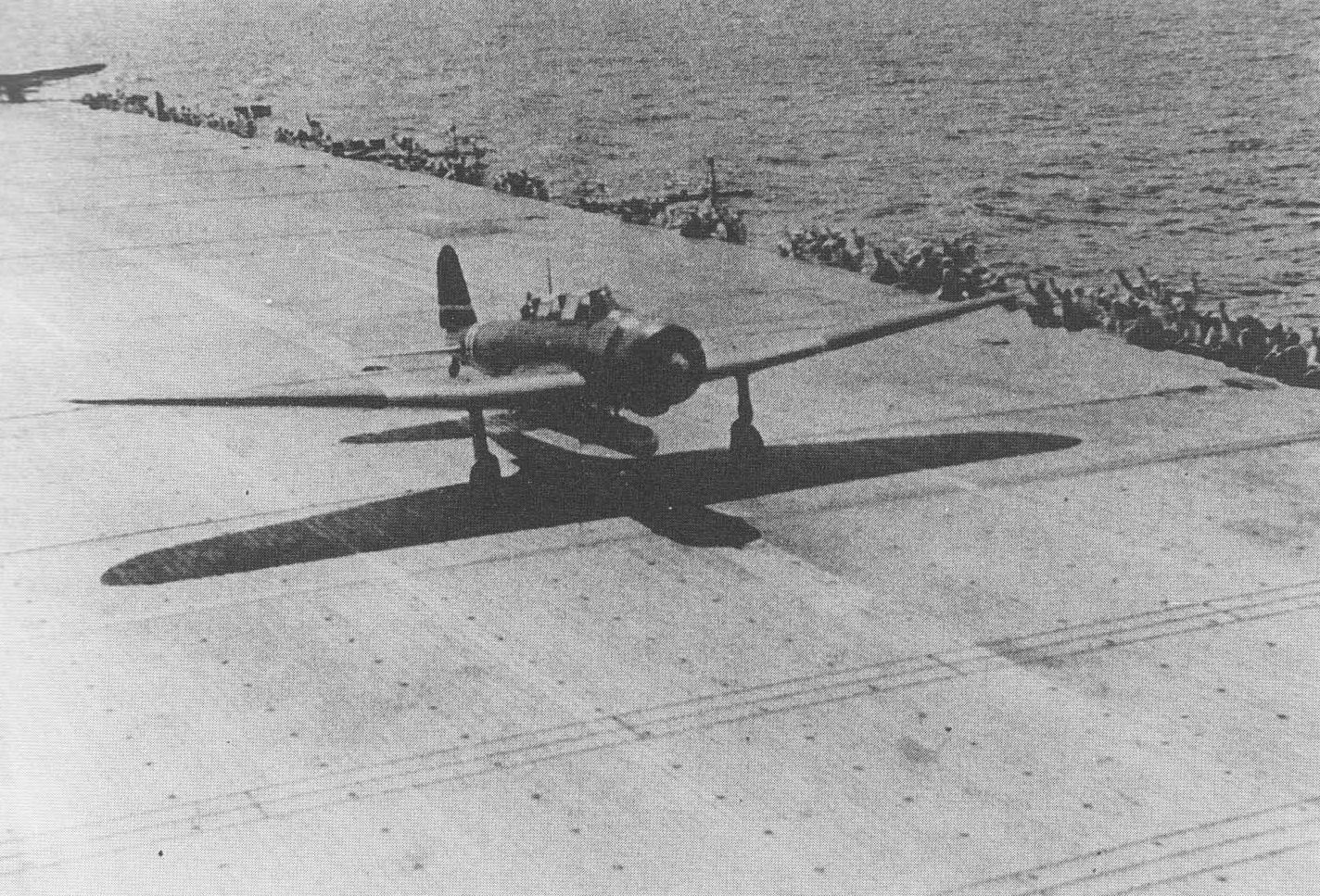
یک اژدرافکن بی ۵ ان ژاپن در خلال نبرد دریای مرجان اژدر تایپ ۹۱ را در زیر خود دارد.

در ژولای ۱۹۱۴ میلادی (تیر ۱۲۹۳ خورشیدی) نیروی هوایی امپراتوری بریتانیا این موضوع را در دست بررسی قرار داد و نخستین اژدر هواپایه خود را با هواپیمای «شورت تایپ ۶۳» پرتاب کرد. روز بعد نیز یک اژدر دیگر از پیش‌نمونهٔ هواپیمای شورت تایپ ۱۸۴ پرتاب کردند که این هواپیما از سال ۱۹۱۵ تولید انبوه شد. نیروی هوایی و دریایی انگلستان از این هواپیما راضی بودند و در مجموع ۹۳۶ فروند تولید کردند که در جنگ جهانی یکم استفاده شدند.
در سال ۱۹۱۳ میلادی و تقریباً همزمان با امپراتوری بریتانیا، نیروی هوایی پادشاهی ایتالیا نیز پروژه خود را آغاز نمود و در فوریه سال ۱۹۱۴ (اسفند ۱۲۹۲ خورشیدی) اولین اژدر هواپایه خود را که ۴۰۰ کیلوگرم وزن داشت پرتاب کرد. و از آنجایی که ایتالیا در ماه فوریه پرتاب خود را انجام داد، باعث می‌شود این کشور نخستین پرتابگر اژدر هواپایه پژوهشی در جهان باشد.

## جنگ جهانی یکم
در نوامبر ۱۹۱۴ گزارش شد که امپراتوری آلمان پروژه‌ای دارد تا از زپلین اژدر هواپایه پرتاب کند که ناموفق بود. در اوت ۱۹۱۵، هواپیمای انگلیسی شورت تایپ ۱۸۴ با خلبانی چارلز ادموندز نخستین هواپیمایی بود که توانست کشتی دشمن را در نبرد حقیقی هدف قرار دهد. این هواپیمای انگلیسی در دریای مرمره یک اژدر هواپایه به سوی کِشتی آماد و پشتیبانی امپراتوری عثمانی پرتاب کرد و اژدر در آب افتاد. ولی هواپیما هیچگونه ابزاری برای هدایت اژدر به سمت کشتی نداشت و از این رو، مراحل هدایت باید از سوی ناو بریتانیایی اچ‌ام‌اس بن-مای-چری که در دریای اژه مستقر بود انجام می‌شد. پس از برخورد اژدر با کشتی عثمانی، این کشتی که در دریای مرمره بود غرق شد. پنج روز بعد از این رویداد، ادموندز یک کشتی بخار عثمانی را غرق کرد و خلبان دیگری از اسکادران او به نام جی‌بی داکر نیز یک شناور دیگر از امپراتوری عثمانی را غرق کرد. تنها محدودیتی که برای هواپیماهای اژدرافکن وجود داشت این بود که تنها در روزهای صاف و هوای خوب قابلیت عملیات در دریا را داشتند و از آنجایی که اژدر بسیار سنگین بود، هواپیمای شورت تایپ ۱۸۴ تنها برای ۴۵ دقیقه سوخت بهمراه داشت.
در ماه مه ۱۹۱۷، در دریای شمال دو هواپیمای اژدرافکن امپراتوری آلمان با نزدیک شدن به یک کشتی بخار جنگی ۲۸۲۹ تُنی بریتانیا به نام «ناو جینا» قصد نابودی آن را داشتند و یکی از هواپیماها اژدر خود را رها کرد که به کشتی برخورد نمود. خدمه کشتی به روی دومین هواپیما آتش گشودند و موجب سقوط آن شدند؛ ولی درنهایت کشتی جنگی انگلیسی نیز غرق شد. پس از این رویدادها، کشورهای ایالات متحده آمریکا و امپراتوری ژاپن نیز به اهمیت این موضوع پی بردند و پروژه‌های خود را در دهه ۲۰ و ۳۰ میلادی دنبال کردند.

## جنگ جهانی دوم
در نبرد تارانتو در نیمه شب روز ۱۱ و ۱۲ نوامبر ۱۹۴۰ بمب‌افکن‌های دوبال سوردفیش نیروی هوایی بریتانیا موفق شدند سه نبردناو ایتالیا را غرق کنند که نبرد به پیروزی قاطع انگلستان انجامید. اژدر بریتانیایی که مارک ۱۲ نام داشت دارای قطر ۴۵ سانتیمتر، وزن کلی ۷۰۲ کیلوگرمی بود و قدرت خرج انفجاری آن نیز برابر با ۱۷۶ کیلوگرم تی‌ان‌تی بود. بعدها انگلستان قدرت خرج انفجاری را تا مقیاس ۱۹۶ کیلوگرم تی‌ان‌تی افزایش داد.
ژاپنی‌ها نیز اژدر تایپ ۹۱ خود را که متعلق به جنگ جهانی یکم بود ارتقا دادند و در نبرد پرل هاربر در سال ۱۹۴۱ توانستند ۱۵ بار اهداف را با اژدر هواپایه هدف قرار دهند که از هواپیمای بی ۵ ان پرتاب می‌شد.
ولی در آلمان شرایط متفاوت بود؛ آلمان در این زمینه از رقبای خود عقب‌تر بود و در دهه ۳۰ میلادی ماهیانه تنها ۵ اژدر هواپایه ساخته می‌شد و هرسال نیمی از اژدرها در آزمایشها و پژوهشها از بین می‌رفتند؛ بنابراین آلمان که در این زمینه ناتوان بود، ۱۰۰۰ اژدر از ایتالیا خرید.

در آوریل سال ۱۹۴۲، آدولف هیتلر به اهمیت این موضوع پی برد و دستور داد تا اژدرهای هواپایه در اولویت قرار بگیرند؛ بنابراین اختیارات را از کریگسمارینه گرفت و بجایش لوفت‌وافه را مسئول این پروژه کرد. آلمان با مهندسی معکوس اژدرهای ایتالیایی توانست توان مهندسی خود را در زمینهٔ اژدر هواپایه بهبود داده و سرعت خط تولید را افزایش دهد. در این دوران بود که تولید اژدر هواپایه در آلمان، از مصرف آن پیشی گرفت؛ بطوریکه در بازهٔ سالهای ۱۹۴۲ تا اواخر ۱۹۴۴، آلمان ۱۰۰۰۰ اژدر تولید نمود که تنها توانست ۴۰۰۰ اژدر را شلیک کند و ۶۰۰۰ اژدر را در انبارها ذخیره کند.
آلمان برای پرتاب اژدرها از بمب‌افکن‌های هاینکل ۱۱۱ و یونکرس ۸۸ بهره برد و حتی توانست جنگندهٔ سبُک فوکه-وولف اف‌و ۱۹۰ را نیز برای انجام اینکار آماده کند. مهندسان آلمانی به نقص‌های اژدر آلمان که الهام‌گرفته از فناوری ایتالیایی بود آگاه بودند و پس از خریدن اژدر تایپ ۹۱ از ژاپن، به کیفیت بالاتر این محصول پی بردند؛ بنابراین دولت آلمان خط تولید اژدر ژاپنی را در آلمان راه‌اندازی کرد و آن را «لوفت تورپیدو LT 850» نام نهاد.
اژدر آمریکایی مارک ۱۳ نخستین اژدر هواپایه ساخت آمریکا بود؛ با این وجود در سال ۱۹۴۳ نقص‌های آن برطرف و آماده عملیات شد. درواقع ۷۰درصد از پرتابهای این اژدر در سرعت ۲۸۰ کیلومتر درساعت انجام می‌شد که همانند اژدر ژاپنی تایپ ۹۱ باید محافظ چوبی دم و دماغه برای آن ساخته می‌شد. با افزودن این محافظ‌های چوبی نه‌تنها پرواز اژدر موازی با آب صورت می‌گرفت و از مسیر خود منحرف نمی‌شد، بلکه موجب شد تا محدودیت ارتفاع و سرعت نیز به طرز چشمگیری کاهش پیدا کند و هواپیماهای آمریکایی می‌توانستند اژدرها را از ارتفاع ۷۲۲ متری درحالی پرتاب کنند که سرعت هواپیما ۷۶۰ کیلومتر در ساعت باشد. پس از برخورد اژدر با آب، این محافظ‌های چوبی می‌شکستند و کاملاً از اژدر جدا می‌شدند. در طول جنگ جهانی دوم ایالات متحده آمریکا ۱۲۸۷ فروند اژدر هواپایه پرتاب کرد که تنها ۴۰درصد از کل پرتاب‌ها به اهداف برخورد کردند. ۶۵درصد از آنان به سوی کشتی‌های جنگی پرتاب شد و ۳۵ درصد نیز کشتی‌های لجستیک ارتش دشمن را هدف گرفتند. گرچه پرتاب اژدر هواپایه به این اصل نیاز داشت که پرواز بمب‌افکن‌ها در ارتفاع پایین انجام شود که اینکار باعث شد در نبرد میدوی بیشتر هواپیماهای اژدرافکن داگلاس تی‌بی‌دی دوستیتر توسط ژاپنی‌ها سرنگون گردد.

## جنگ کره (۱۹۵۰ تا ۱۹۵۳)

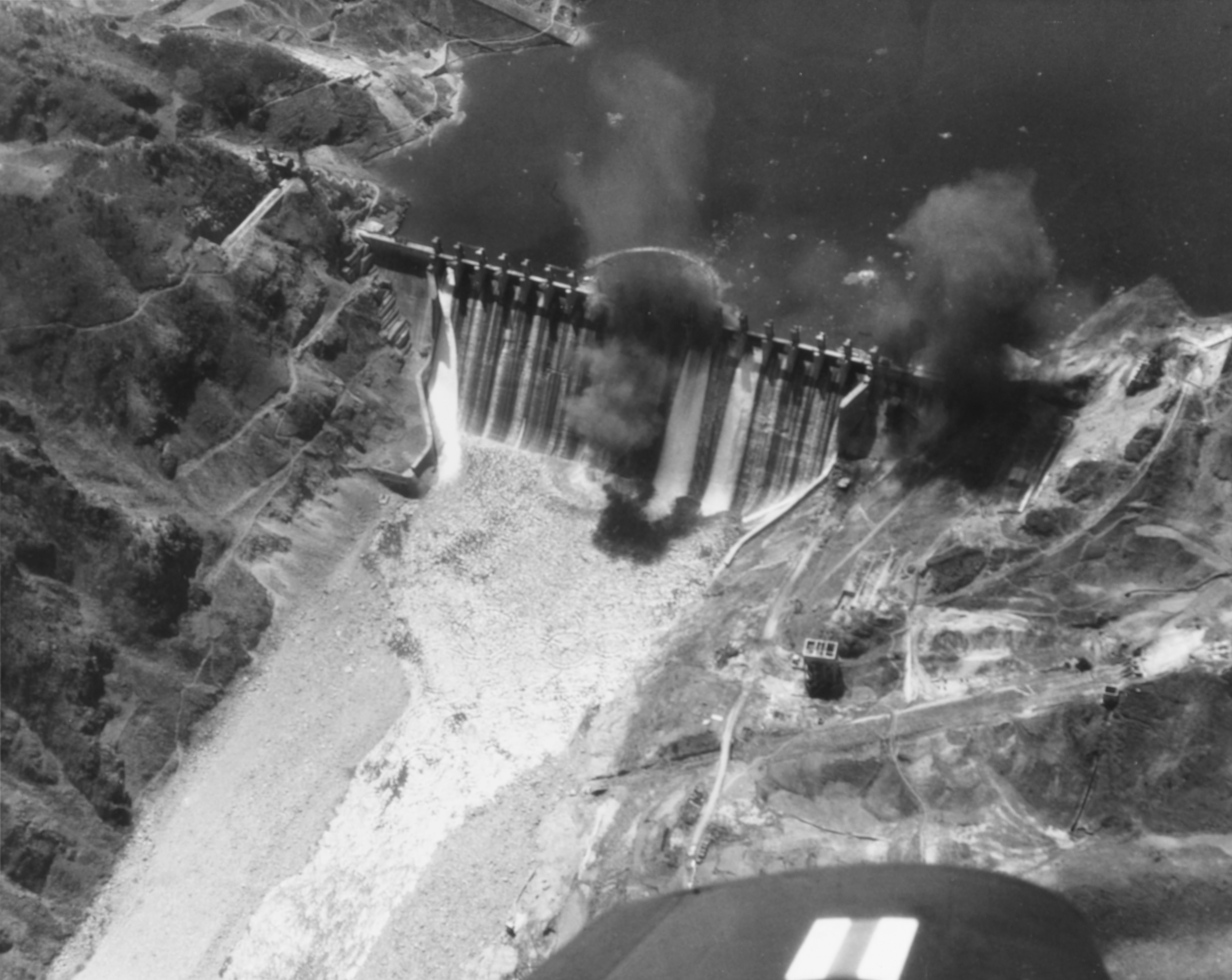
عکس سد آبی هوآچون کره پس از برخورد اژدرهای هواپایه

در زمان جنگ کره فناوری ناوهای جنگی به حدی رسیده بود که حملهٔ هواپیمای اژدرافکن به کشتی‌های مسلح، درواقع خودکشی به‌حساب می‌آمد. بنابراین به‌کارگیری هواپیمای اژدرافکن تنها به نابود کردن قایق‌های باربری دشمن محدود شد و تنها کاربرد مهم آن برای عملیات ضد زیردریایی بود. در طول جنگ کره، نیروی هوایی آمریکا با موفقیت توانست بوسیلهٔ دو فروند داگلاس ای-۱ اسکایریدر دو اژدر هواپایه را حمل کرده و با آنها سد آبی هوآچون را از کار بیندازد.

## جنگ نوین
با توسعهٔ بمب آلمانی فریتس ایکس و الهام‌بخشی این جنگ‌افزار در اختراع موشک‌های ضدکشتی، اژدرهای هواپایه کم‌کم به فراموشی سپرده شدند زیرا سرعت و برد موشک‌های ضدکشتی بارها بیشتر از اژدر است و محدودیت‌های سرعت و ارتفاع را برای هواپیما یا بالگرد ایجاد نمی‌کند؛ بنابراین تا زمانی که چارهٔ دیگری نباشد، از این اژدرها استفاده نمی‌شود و اژدر هواپایه تنها برای نابود کردن زیردریاییها به کار می‌رود. همچنین امروزه شیوهٔ پرتاب اژدر هواپایه همچنان همانند قبل است ولی از روی عرشه به آب پرتاب می‌شود.

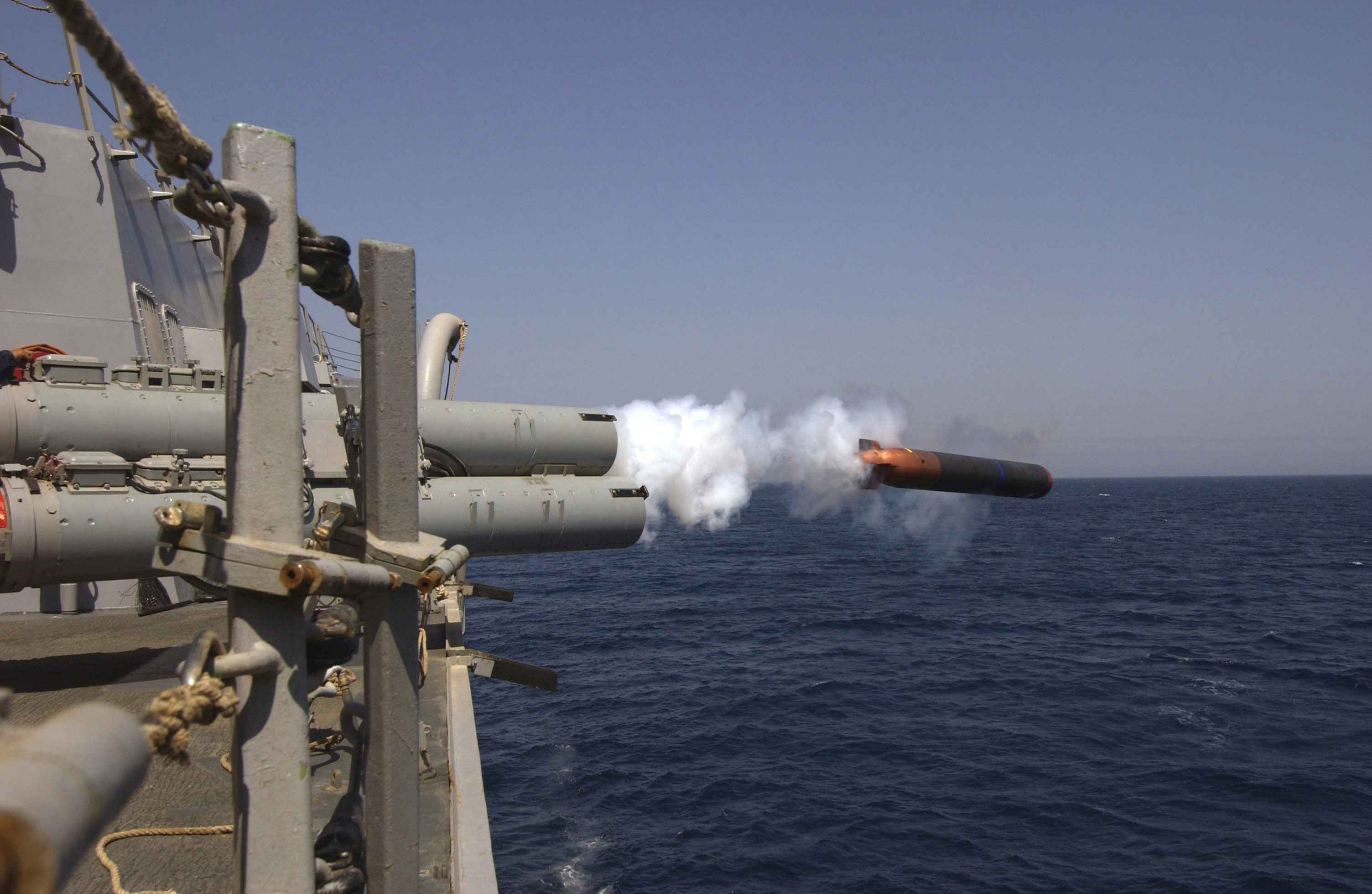
اژدر مارک ۵۰ آمریکا
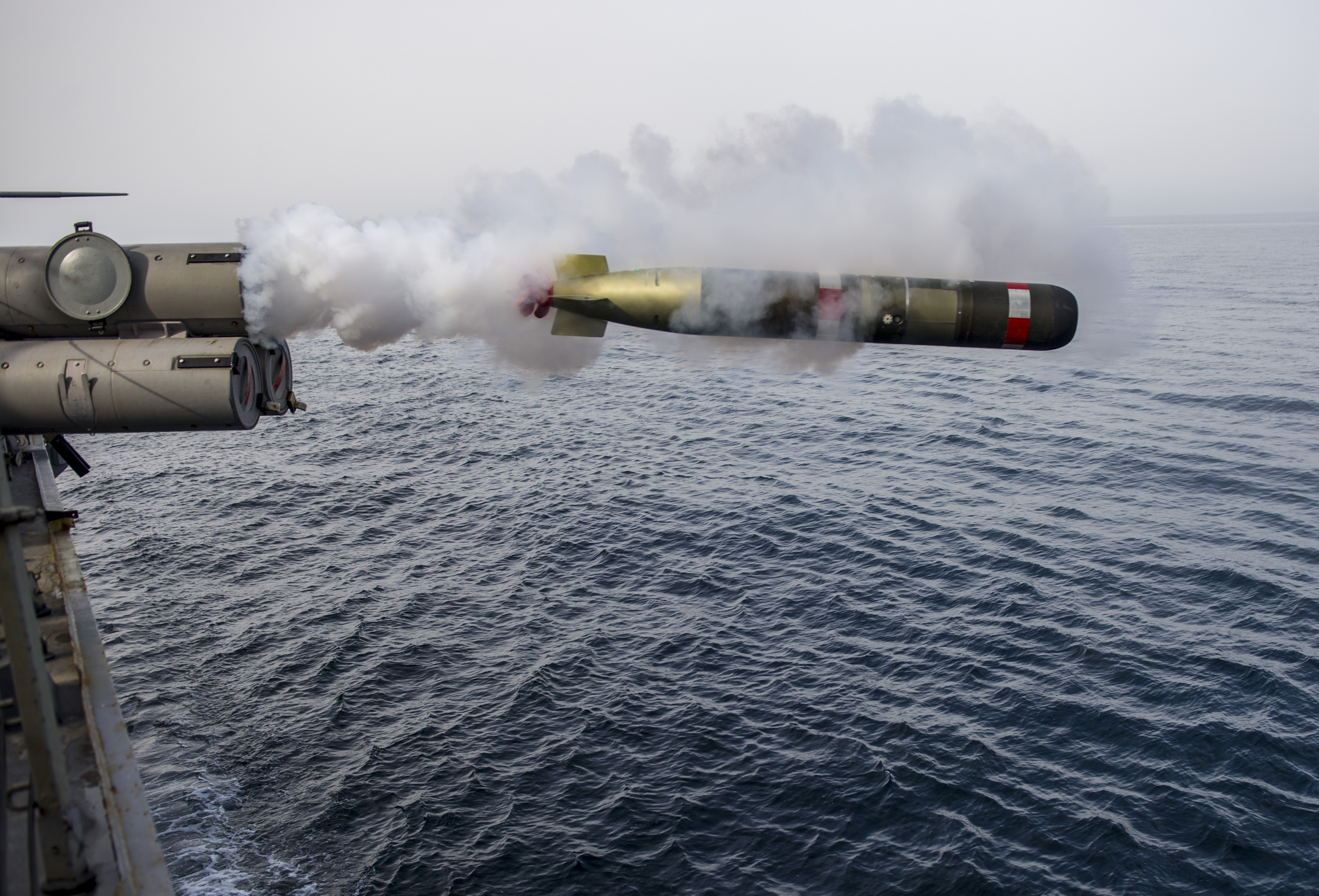
اژدر مارک ۵۴ آمریکا
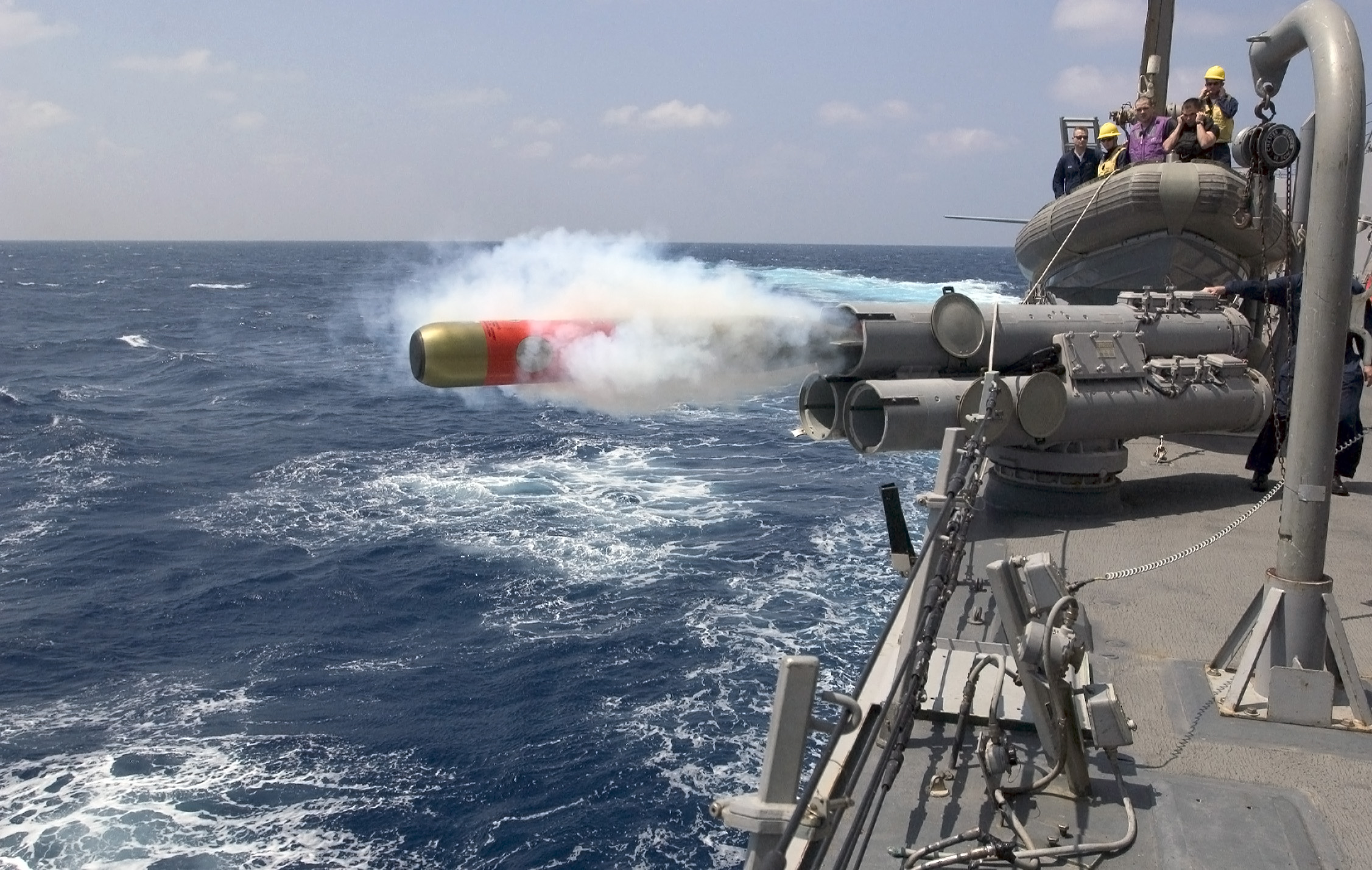
اژدر مارک ۴۶ آمریکا
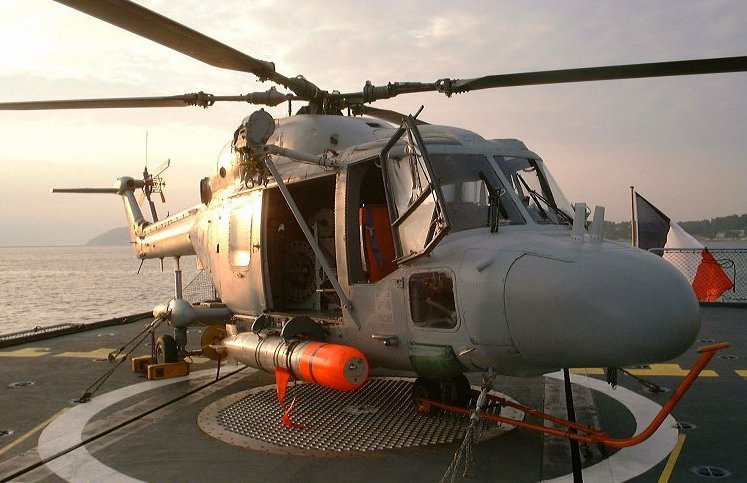
بالگرد نیروی دریایی فرانسه بهمراه اژدر هواپایهٔ مارک ۴۶